# Zicavo
Zicavo är en kommun i departementet Corse-du-Sud på ön Korsika i Frankrike. Kommunen ligger  i kantonen Zicavo som tillhör arrondissementet Ajaccio. År 2022 hade Zicavo 208 invånare.

## Befolkningsutveckling
Antalet invånare i kommunen Zicavo
Referens:INSEE